# Pholidobolus prefrontalis
Espèce
Pholidobolus prefrontalis est une espèce de sauriens de la famille des Gymnophthalmidae.

## Répartition
Cette espèce est endémique d'Équateur. Elle se rencontre sur le versant pacifique de la cordillère Occidentale entre  Guaranda et Cañar.

## Publication originale
- Montanucci, 1973 : Systematics and Evolution of the Andean Lizard Genus Pholidobolus (Sauria: Teiidae). University of Kansas, Museum of Natural History, Miscellaneous publication, no 59, p. 1-52 (texte intégral).